# Spadella bradshawi
Espèce
Spadella bradshawi est une espèce de chaetognathes de la famille des Spadellidae.

## Description
Spadella bradshawi a un corps mince et rigide.  La longueur maximale d'un adulte est de 6 mm dont la moitié pour la queue. Le nombre de crochets sur une mâchoire varie de 7 à 12. Les dents antérieures sont de 3 à 6 par côté. Aucune dent postérieure. La couronne ciliaire est massive et arrondie. La collerette s'étend autour de la tête et le long du tronc jusqu'à la nageoire caudale. Elle couvre également les côtés dorsal et ventral du segment de queue ainsi que les nageoires latérales. Au niveau des nageoires latérales, la collerette présente de petites protubérances papillaires. Les nageoires latérales sont entièrement rayonnées. Elles s'étendent antérieurement au-delà du septum transversal mais n'atteignent pas les vésicules séminales. Le ganglion ventral couvre le tiers médian du segment du tronc. Les ovaires s'étendent presque jusqu'au cou. Les œufs mûrissent à différents moments et sont si grands à maturité qu'ils provoquent un gonflement du corps juste en avant du septum transverse. Les vésicules séminales commencent à l'extrémité antérieure de la nageoire caudale mais n'atteignent pas l'extrémité postérieure de la nageoire latérale. Absence d'organes adhésifs caractéristiques.
La couleur du segment de queue est blanc laiteux. Présence de deux taches brun-orange bien visibles de chaque côté du tronc à mi-chemin entre la tête et le septum transverse. Il y a également deux rayures brun-orangé qui traversent le tronc du côté ventral, une antérieure et une postérieure aux taches latérales. L'intestin du septum transverse, au milieu de la plus grande paire d’œufs, est brun-orange. il est entouré d'une zone avec une teinte verdâtre. Les vésicules séminales ont une teinte brun-orangé. Les yeux sont vert-noir brillant en réfléchissant la lumière.

## Distribution
Spadella bradshawi a été trouvé dans les eaux à l'ouest de Point Loma et au sud des îles Coronado, à San Diego, en Californie, aux États-unis.
Il a été trouvé à des profondeurs de 25 à 150 m, mais plus particulièrement aux alentours de 60 m de profondeur. Il est trouvé sur du sable relativement grossier et sur les sédiments avec un pourcentage élevé de limon.

## Étymologie
Son nom spécifique, bradshawi, lui a été donné en l'honneur du Dr. J. S. Bradshaw qui est un collègue et un ami de Robert Bieri.

## Publication originale
- (en) Robert Bieri, « A New Species of Spadella (Chaetognatha) from California », Publications of the Seto Marine Biological Laboratory, SMBL (d), vol. 21, nos 3-4,‎ 30 mars 1974, p. 281-286 (ISSN 0037-2870 et 2189-2695, DOI 10.5134/175863, lire en ligne).